# People Love Dead Jews
People Love Dead Jews: Reports from a Haunted Present (deutsch: „Menschen lieben tote Juden: Berichte aus einer gespenstischen Gegenwart“) ist ein Essayband der US-amerikanischen Autorin Dara Horn, der 2021 im Norton Verlag erschienen ist. Der Essayband, der die Darstellung von Jüdinnen und Juden sowie die Erinnerung an den Holocaust thematisiert, wurde für seine kritische Auseinandersetzung mit Antisemitismus und der Kommerzialisierung jüdischer Geschichte gelobt.

## Inhalt
Dara Horn, die jüdische Literatur an der Harvard University und der Yeshiva University in New York gelehrt hat, befasst sich in ihrem Essayband mit der internationalen gesellschaftlichen Wahrnehmung von Jüdinnen und Juden als Opfer der Geschichte. In den 12 Essays sind der gesellschaftliche Umgang mit der vielschichtigen jüdischen Geschichte, insbesondere der Erinnerung an den Holocaust und andere Gewalterfahrungen, zentrale Themen. Ein Kritikpunkt ist die gesellschaftliche Wahrnehmung von Jüdinnen und Juden. Häufig wird ihnen eine Opferrolle zugeschrieben, während ihre lebendige Kultur und ihr gegenwärtiges Leben oft ignoriert oder marginalisiert werden. Horn analysiert die Darstellung des Holocaust in Museen und die Art und Weise, wie jüdische Geschichte in der Popkultur dargestellt wird. Dabei thematisiert sie aktuelle Formen des Antisemitismus, die oft relativiert und verharmlost werden. Ein zentrales Thema ihrer Kritik ist, dass moderne Formen des Antisemitismus häufig mit dem Holocaust verglichen und als weniger gravierend abgetan werden, was den tatsächlichen Fortbestand von Judenfeindschaft verschleiert.
Horn hinterfragt die nichtjüdische Wahrnehmung von Jüdinnen und Juden und betrachtet dabei auch globale Phänomene. So untersucht sie das Anne-Frank-Haus in Amsterdam, die digitale Rekonstruktion zerstörter Synagogen im Nahen Osten und das Jüdische Museum in Harbin. Anhand dieser Beispiele stützt sie ihre These, dass die Erinnerung an jüdische Geschichte oft kommerzialisiert und vereinnahmt wird, ohne dass ein aktives jüdisches Leben oder die gegenwärtigen Herausforderungen der jüdischen Gemeinschaft berücksichtigt werden. Besonders kritisiert sie die Darstellung des Holocausts als abgeschlossene Tragödie, die realitätsfern ist und den weiterhin bestehenden Antisemitismus ausklammert, ohne die schwerwiegenden Folgen für die fortwährende Bedeutung jüdischer Identität und Kultur zu berücksichtigen.

## Rezeption
Der Autor Yaniv Iczkovits schrieb für die New York Times: „Auch wenn jedes Kapitel einen anderen blinden Fleck in unserem kollektiven Gedächtnis offenbart – von Horns Besuch im Museum of Jewish Heritage in Downtown Manhattan bis hin zu ihrer Reise zu den jüdischen Stätten in Harbin in China – zeigen alle Essays in diesem Buch, dass wir, wenn wir lernen, uns an bestimmte Dinge auf bestimmte Weise zu erinnern, die Grenzen dessen setzen, was gesagt werden kann und was nicht, selbst wenn wir den Drang haben, es zu sagen. Horn ist der Meinung, dass es an der Zeit ist, es zu sagen, und deshalb ist ihr Buch gleichzeitig so notwendig und so beunruhigend. People Love Dead Jews ist ein herausragendes Buch mit einer kühnen Mission. Es übt Kritik an Menschen, Kunstwerken und öffentlichen Einrichtungen, die nur wenige andere zu hinterfragen wagen.“
Für die Die Tageszeitung kam der Historiker Philipp Lenhard zu dem Urteil: „In einer Zeit, da in Deutschland vermehrt geschichtspolitische Debatten über angeblich nicht mehr „zeitgemäße“ Formen des Erinnerns aufbrechen, sind Horns Essays ein wichtiges Korrektiv. Sie zeigen, dass Jüdinnen und Juden in der globalen Gedenkkultur nur mehr als Gespenster vorkommen. ‚Die Leute lieben tote Juden – lebende nicht so sehr.‘ Dara Horns Buch zeigt, dass das Hauptproblem der globalen Gedenkkultur nicht die Konkurrenz von Opfernarrativen ist, sondern die Instrumentalisierung der jüdischen Geschichte für allerlei Gutwerdungserzählungen.“
Die Professorin für Jüdische Studien und Autorin Pamela S. Nadell referierte in einer Rezension für die Washington Post: „Horn schreibt, dass sie zu dem Zeitpunkt, als im Dezember 2019 in dem koscheren Supermarkt in New Jersey fünf Menschen (einschließlich der beiden Schützen) getötet wurden, erkannt hatte, dass mit dem Absterben der Nichtjuden, die den Schock des Holocaust miterlebt hatten, ‚auch die öffentliche Scham, die mit der Äußerung von Antisemitismus verbunden war, abnahm. Mit anderen Worten: Juden zu hassen war normal.‘ […] Die Hinwendung zu den alten Worten in einer zerbrochenen Welt bringt Horn in eine Gemeinschaft von lebendigen Juden. Sie beendet dieses fesselnde, großartig geschriebene Buch so, wie es Juden über die Jahrtausende hinweg getan haben: indem sie sich mit der Vergangenheit auseinandersetzen, die Gegenwart umarmen und in die Zukunft blicken.“
Die Kritikerin Elaine Margolin führte in der von der University of Toronto herausgegebenen Fachzeitschrift Women in Judaism vom Standpunkt einer „säkulare[n] atheistische[n] Zionistin“ aus, dass sie die Lektüre von Horns Text zwar sehr interessant gefunden, jedoch „ein Muster der Verleugnung und Unglaubwürdigkeit, das sich durch die dicht geschriebenen Seiten zu ziehen scheint“, bemerkt habe. Die Argumentation der Autorin „schien sich nur an diejenigen zu richten, die religiös orientiert und im jüdischen Recht bewandert sind, was [sie] und Millionen anderer Juden in gewisser Weise aus ihren Gleichungen entfernte.“ Ihr „Versuch, die vielen Wege, die nicht-religiöse Juden gefunden haben, um sich mit ihrem Jüdischsein zu solidarisieren, zu kritisieren“, sei „destruktiv, engstirnig und elitär“. Horn biete „nur wenige Antworten auf aktuelle Dilemmata, außer ihrem eigenen Ausflug in die Daf Jomi“.
Rob Eshman schrieb in The Forward, dass die Prämisse des Buches falsch sei. Laut ihm waren negative Gefühle gegenüber Juden in denjenigen Jahren, die Horn als normal betrachtete, sogar noch stärker verbreitet. Er verweist auf eine Umfrage des Pew Research Forum aus dem Jahr 2017, in der Amerikaner gefragt wurden, welcher Glaubensgruppe sie sich am meisten verbunden fühlen. 67 % gaben an, dass dies Juden seien – mehr als jede andere Gruppe. Laut Eshman sei es im Amerika des Jahres 2022 zutiefst abnormal, Juden zu hassen.

## Auszeichnungen (Auswahl)
People Love Dead Jews erhielt zahlreiche Auszeichnungen, darunter der Myra H. Kraft Memorial Award für zeitgenössisches jüdisches Leben des Jewish Book Council gewürdigt. Dara Horns Buch People Love Dead Jews wurde in die Liste der „100 Notable Books of 2021“ aufgenommen, die von den Herausgebern des New York Times Book Review zusammengestellt wird.
- 2021: Gewinner beim National Jewish Book Award (Myra H. Kraft Memorial Award)[7]
- 2021: Aufnahme in die 100 Notable Books of 2021
- Natan Notable Books Fall 2021 Winner[8]
- 2021: Aufnahme in die Liste der „Best Books of 2021“ von Publishers Weekly[9]
- 2022: Aufnahme in die Liste des Notable Books Council[10]

## Originalausgabe
- Dara Horn: People Love Dead Jews. Reports from a Haunted Present. W. W. Norton & Company, New York 2021, ISBN 978-0-393-53156-5.